# Острица (хижа)
Вижте пояснителната страница за други значения на Острица.
„Острица“ е туристическа хижа, намираща се в подножието на връх Острица в планината Витоша. Представлява двуетажна сграда с туристическа столова и е построена на мястото на изгорялата хижа „Брокс“, която е построена от Хелмут Брокс.
Хижата е частна собственост от 2003 година.

## Изходни пунктове
- местността Златните мостове (последна спирка на автобус № 63) – 1 час
- село Кладница – 1,45 часа
- квартал Княжево – 3 часа

## Съседни туристически обекти
- хижа „Селимица“ – 45 минути
- хижа „Еделвайс“ – 30 минути
- връх Острица – 10 минути
- хижа Рудничар – 5 минути